# Ruthenischer Hauptrat

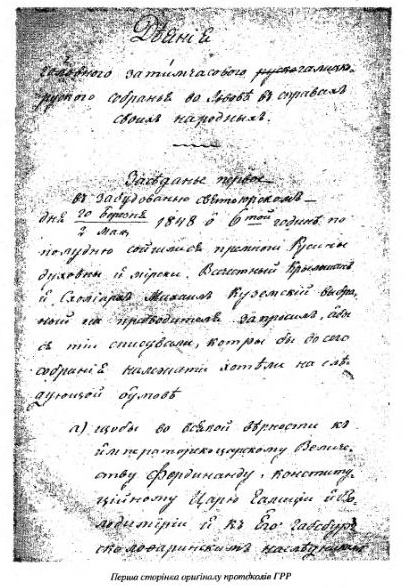
Protokoll der ersten Sitzung, 1848

Der Ruthenische Hauptrat (polnisch Holowna Ruska Rada, ukrainisch Головна Руська Рада) war die erste politische Organisation der galizischen Ruthenen in Österreich-Ungarn, entstanden am 19. April 1848. Im Jahr 1851 wurden der Hauptrat in Lemberg und die lokalen Institutionen in der Oblast Lwiw aufgelöst.